# Kriegerdenkmal Roßbach

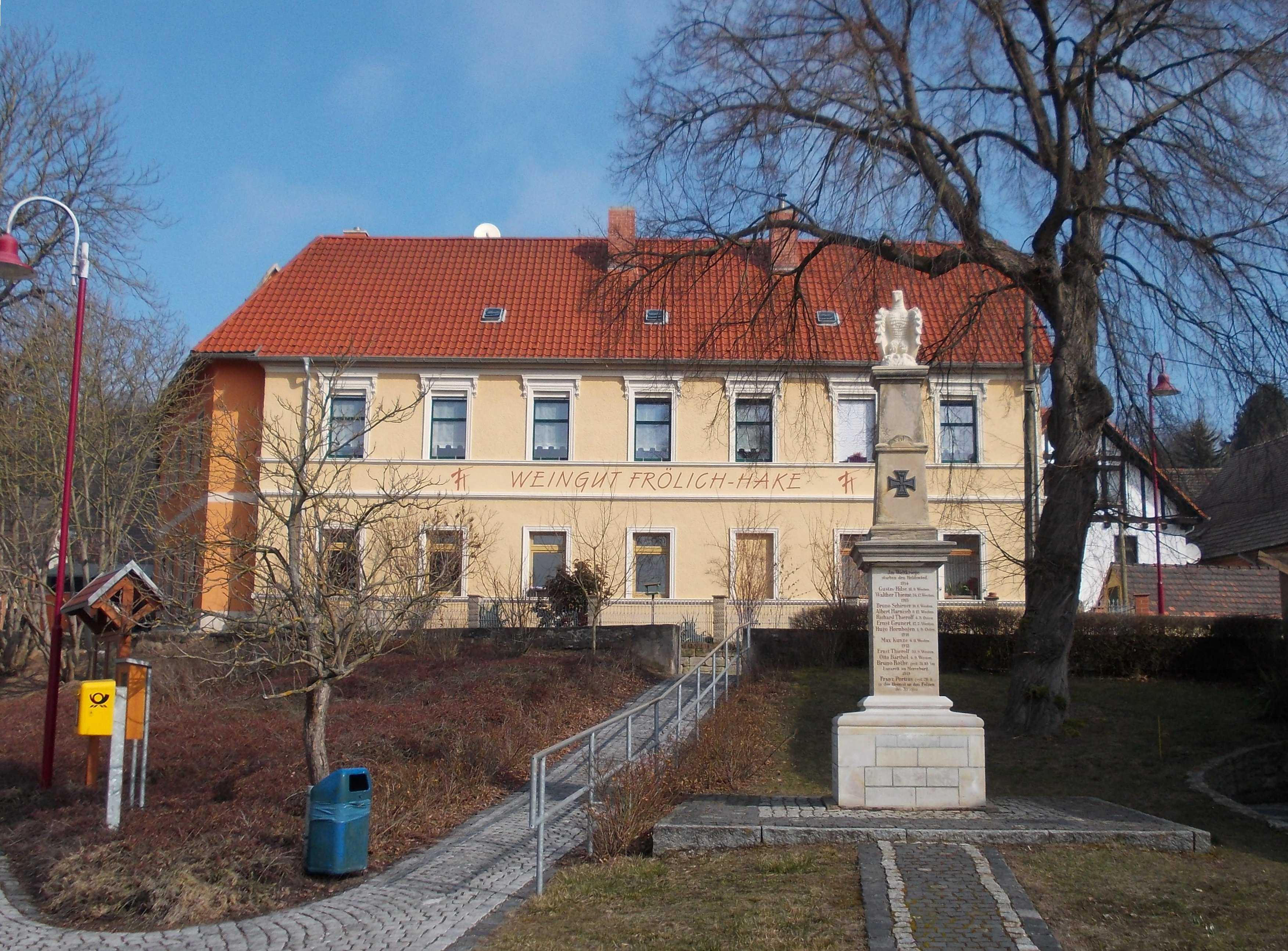
Das Kriegerdenkmal vor dem Weingut Fröhlich-Hake

Das Kriegerdenkmal Roßbach ist ein denkmalgeschütztes Kriegerdenkmal im Ortsteil Roßbach der Stadt Naumburg in Sachsen-Anhalt. Im örtlichen Denkmalverzeichnis ist die Gedenkstätte unter der Erfassungsnummer 094 81310 als Baudenkmal verzeichnet.
Das den Soldaten der Kriege von 1866, 1870/71 sowie des Ersten Weltkriegs gewidmete Kriegerdenkmal befindet sich an der Dr.-Friedrich-Röhr-Straße, südlich des Weinguts Fröhlich-Hake. Die von einem Adler gekrönte Stele auf einem Sockel wird durch einen Vorsprung optisch geteilt. Auf dem oberen Feld ist ein Eisernes Kreuz als Verzierung angebracht. Der untere Teil enthält auf allen vier Seiten Inschriften. Die Inschrift der Vorderseite lautet Im Weltkriege starben den Heldentod sowie die Namen der Gefallenen. Die rechte Seite ist den Gefallenen der Deutschen Kriege gewidmet und die Inschrift lautet Es starben den Helden tod fürs Vaterland sowie die Namen der Gefallenen. Die Rückseite beinhaltet die Anzahl der in den Kampf gezogenen Soldaten der Gemeinde Roßbach. Die Inschrift auf der linken Seite bezieht sich auf die Deutschen Kriege und lautet Unsrer Väter heisses Sehnen, Deutschlands Einheit ist erstritten, Unsre Brüder haben freudig Für das Reich den Tod erlitten. Enkel mögen kraftvoll walten, Schwer Errungnes zu erhalten.

## Quelle
- Kriegerdenkmal Roßbach, abgerufen am 20. September 2017.